# Junjo Romantica
Junjo Romantica (純情ロマンチカ, Junjō Romanchika) est un shōjo manga de Shungiku Nakamura, classé dans la catégorie yaoi. Il est prépublié depuis 2002 dans le magazine Asuka Ciel de l'éditeur Kadokawa Shoten, et vingt-neuf tomes sont sortis en août 2024. La version française est publiée chez l'éditeur Kazé depuis janvier 2011.
Le manga est adapté en série télévisée d'animation en 2008 par Studio Deen avec deux saisons de douze épisodes. Un OAV est ensuite sorti le 20 décembre 2012 au Japon, et une troisième saison est diffusée depuis le 8 juillet 2015. Les deux premières saisons sont éditées en France par Black Box.
En décembre 2020, le tirage total de la série s'élève à plus de 15 millions d'exemplaires.

## Synopsis
Ce manga parle de la relation de trois couples en particulier. Ces trois histoires sont plus ou moins liées, certains personnages se connaissant : Usagi-san est l'ami d'enfance d'Hiro-san qui est l'assistant de Miyagi et ils travaillent tous les deux à l'université où étudie Misaki, et où Shinobu apparaît de temps à autre. De plus, dans l'anime, souvent de petites apparitions de l'un ou l'autre des personnages se font sans forcément qu'on le remarque.
Les trois couples sont classés ainsi en trois histoires différentes : Junjo Romantica, Junjo Egoïst et Junjo Terrorist.
Il s'agit d'un manga rempli d'humour et de remises en questions des personnages.
- Junjo Romantica

L'histoire commence avec les résultats scolaires du jeune Misaki Takahashi qui sont assez médiocres. Ce dernier rêve d'entrer dans Mitsuhashi, une grande université renommée. C'est pourquoi son grand frère, Takahiro, l'envoie chez son ami, le célèbre écrivain Akihiko Usami, afin qu'il lui serve de tuteur. Misaki découvre alors qu'Akihiko aime secrètement son frère depuis des années et écrit, en plus de ses best-sellers primés, des romans Boy's Love sulfureux dont les personnages principaux ne sont autres qu'Usami lui-même et le frère de Misaki. D'abord scandalisé et en colère, Misaki va petit à petit apprendre à mieux connaître son tuteur… C'est alors, que le jour de l'anniversaire de Takahiro, ce dernier annonce son mariage avec Manami Kajiwara, sa fiancée. Misaki entre alors dans une profonde colère envers son frère, se sentant mal pour Usami qui a le cœur brisé. Misaki pleure alors pour Akihiko en voyant juste dans son cœur. Usami, touché par la sensibilité de Misaki, voit son amour changer de tournure…
- Junjo Egoïst

Six ans avant que ne commence l'histoire de Romantica, débute celle de Hiroki Kamijou, un jeune homme rêvant de devenir professeur de littérature. Il vit plutôt mal ces derniers temps ; il vient de subir un échec amoureux. En effet, Hiroki est amoureux de son ami d'enfance, Akihiko Usami. L'homme qu'il aime ne partage pas les mêmes sentiments que lui. De plus, Hiroki ne lui a jamais avoué son amour. Il fait preuve de naïveté et croit pouvoir changer les sentiments d'Usami. Hélas, le cœur brisé, c'est dans un parc public qu'il rumine avec nostalgie ses journées passés avec lui. Mais son instant de solitude est troublé par l'arrivée imminente de Nowaki Kusama. Ce dernier sera assez secoué par leur bref croisement de regard. Le jeune homme harcèlera Hiroki pour qu'il devienne son tuteur et l'aide dans ses études. Hiroki refuse, mais Nowaki fait preuve d'insistance et Kamijou n'a pas d'autre choix que d'accepter. Les choses se passent plutôt bien jusqu'au jour où Nowaki confesse sans retenue qu'il aime Hiroki depuis le tout premier jour… C'est alors que commence une longue, longue histoire d'amour qui va être mise à l'épreuve par toutes sortes d'obstacles.
- Junjo Terrorist

Au même instant que les deux histoires précédentes, le professeur You Miyagi divorce de sa femme, Risako Takatsuki. Pas spécialement marqué par la rupture - c'était un mariage arrangé - tout va bien pour le professeur de littérature. Jusqu'au jour où son ex-beau frère décide de revenir d'Australie, ainsi que de s'insinuer dans sa vie. Shinobu Takatsuki lui dévoile alors ses sentiments, affirmant qu'il est fou amoureux de lui, que c'est le destin qui les a réunis. Ne buvant pas une seule de ses paroles, Miyagi continue de vivre pleinement sa vie de professeur. Mais le doyen de l'université - qui se trouve être le père de Shinobu - forcera un peu plus le destin en implorant You de prendre Shinobu sous son toit provisoirement, jusqu'à son retour. Le jeune homme profite de cette cohabitation pour harceler encore plus son aîné. Agacé par cette impression de déjà-vu, Miyagi entreprend de causer une belle frayeur au jeune Takatsuki. Le prenant de vitesse en l'embrassant avec violence, Miyagi est persuadé que Shinobu renoncera s'il le brusque un peu. Ce dernier, assez traumatisé, continue pourtant de clamer son amour pour lui. Miyagi finit par se rendre compte, assez tardivement, de son erreur. Car à ce moment-là, il n'arrive plus à se sortir de la tête le petit Shinobu…

## Personnages

### Personnages principaux
Misaki Takahashi
Il a 18 ans dans la première saison, 19 ans dans la deuxième et 22 ans dans la troisième.
C'est un jeune étudiant qui a perdu ses parents dans un accident de voiture dix ans plus tôt. Il a été éduqué par son grand frère, Takahiro, qui a dû renoncer à la vie universitaire pour s'occuper de lui. Si Misaki souhaite aller à Mitsuhashi, c'est pour réaliser le rêve de son frère qui n'a pas pu y aller. Il se sent responsable de la mort de ses parents et se prive d'être égoïste, ce qu'on reproche souvent à Usami. Il est un véritable cordon bleu et très dynamique et joyeux. Mais Misaki s'emporte quand il a un aperçu des BL (manga yaoi) d'Akihiko, ce qui le plonge dans une colère soudaine qui le fait déchirer ledit roman de BL dans des grands cris. Il refuse de s'avouer l'amour qui l'anime envers Akihiko. Néanmoins, il est très attaché à ce dernier, même si Usami le harcèle sexuellement la plupart du temps. Il apparaît pour la première fois dès le premier épisode, qui débute d'ailleurs avec lui. Il veut devenir éditeur de manga.
Akihiko Usami (宇佐見 秋彦, Usami Akihiko)
Il a 28 ans (26 dans les deux premières saisons). Il est surnommé Usagi-san et un écrivain célèbre de romans. Il écrit aussi pour son plaisir des Boy's Love qui le mettent en scène, en premier lieu avec Takahiro, le frère de Misaki, qui était son premier amour mais non partagé, et ensuite avec Misaki, dont il tombe amoureux après avoir renoncé à son ami. Dans le manga, il va même "demander" à Hiroki sa permission pour l'utiliser, lui aussi. Il aide Misaki à passer son examen d'entrée à l'université. Akihiko a aussi un ami d'enfance nommé Hiroki Kamijou qu'il voit de temps en temps. Usami collectionne les jouets, notamment des ours en peluche comme l'énorme Suzuki-san, son préféré, qu'il traîne partout dans l'appartement. Il fait très mal la cuisine et il a aussi du mal à se lever le matin…  Il se lève dans un état déplorable, cigarette aux lèvres, en costume et tenant Suzuki-san dans ses bras, mais toujours à la même heure exacte, 7:00 (à la seconde près). Quand c'est Misaki qui le réveille, il en fait les frais quelques secondes plus tard. Il peut paraître égoïste, mais il est aussi très protecteur envers Misaki, et rappelle constamment son amour pour ce dernier. Il a l'habitude depuis qu'il est toujours petit d' "absorber" les sentiments des autres, ce qui peut le rendre parfois étrange. Il apparaît pour la première fois au premier épisode.
Hiroki Kamijou (上條 弘樹, Kamijō Hiroki)
22 ans lors de "l'épisode retour", 29 ans pour tout le reste de l'histoire, alias Hiro-san, c'est une personne à la fierté mal placée, très orgueilleuse et névrosée. Quand il se met en colère, il jette toute sorte d'objets (notamment des livres) sur les gens, principalement sur ses élèves. Derrière ce froid comportement se cache en réalité un homme d'une extrême sensibilité. En effet, Hiroki pleure dès que quelque chose ne va pas. Il devient par la suite l'assistant du professeur Miyagi, un supérieur dont il se passerait bien. Il a passé une partie de son enfance avec Akihiko, dont il est tombé amoureux. Malheureusement, cet amour n'est pas réciproque. Peiné, il rencontre Nowaki qui va changer à tout jamais sa vie. Six ans après leur rencontre, le couple est en crise. Nowaki est parti pour les États-Unis pendant une année entière pour étudier la pédiatrie, sans en toucher un mot à son compagnon, laissant derrière lui un Hiroki bouleversé. Ce dernier, se remémorant que Nowaki est de quatre ans son cadet et qu'il n'est qu'un simple étudiant, voudrait rompre avec lui et tente de l'oublier. Mais Hiroki n'a pas la force de tout lâcher, pour la seule raison qu'il est maintenant follement amoureux de Nowaki, au point d'en être désespéré. Hiroki est très complexé d'aimer un homme plus jeune que lui. Il apparaît pour la première fois au deuxième épisode.
Nowaki Kusama (草間 野分, Kusama Nowaki)
18 ans lors de "l'épisode retour", 25 ans pour tout le reste de l'histoire, il est l'antithèse totale de Hiroki. Il est calme, posé, serviable, passionné et aussi très direct. En effet, il avoue seulement quelques jours après sa rencontre avec Hiroki qu'il est amoureux de lui. Nowaki n'a pas connu ses parents, puisqu'il a été abandonné quand il était petit et a grandi dans un orphelinat, à qui il donne souvent des dons d'argent. Il a été nommé Nowaki (qui signifie "typhon") à cause d'une tempête survenue le jour de sa naissance. Il rêve aussi de reprendre l'orphelinat. Nowaki a commencé à travailler juste après le collège, et possède six petits boulots, dont celui de fleuriste. Il souhaite devenir pédiatre.
Afin de se rapprocher d'Hiroki, il lui demande de l'aider dans ses examens d'entrée pour pouvoir suivre ses études, alors qu'il est très ingénieux. Il a eu le coup de foudre immédiat pour Hiroki et aimerait le voir sourire. Le jeune homme est aussi terriblement jaloux des hommes trop proches de Hiro-san, comme le professeur Miyagi ou Usami. Mais, six ans après leur rencontre, il part étudier aux États-Unis sans dire un mot à Hiroki, et ce pendant une année entière. Cette décision met le couple en péril et Nowaki fera tout pour recouvrer l'amour de son compagnon. Il finit par dire que s'il est parti étudier à l'étranger, c'était pour devenir rapidement un homme digne de rester aux côtés de Hiroki. Il est très touché par leur différence d'âge et essaie à tout prix de la combler en arrivant "au même niveau que Hiroki". Il apparaît pour la première fois au troisième épisode.
You Miyagi (宮城 庸, Miyagi Yō)
C'est un homme de 35 ans, professeur de littérature à l'université Mitsuhashi. Personnage plutôt calme et drôle, il adore embêter son subordonné, Kamijou, même s'il s'inquiète parfois pour ses histoires de cœur, qui sont souvent au plus bas. Miyagi vient de divorcer, mais le mariage en lui-même n'a pas été complètement négatif - même si ce n'était pas une union amoureuse - puisqu'il lui a permis d'obtenir rapidement un poste de professeur. D'ailleurs, la séparation n'affecte en rien son humeur. Il est même étonné que cela ait duré 3 ans. Mais les choses se compliquent quand son ex-beau frère, Shinobu Takatsuki,  revient au Japon pour lui clamer son amour. Miyagi se moque bien de Shinobu et n'y prête pas attention, au début. Néanmoins, cette histoire fait ressortir une période difficile et compliquée de sa vie. Quand il était étudiant, You était amoureux de sa professeure de littérature, qui décéda à la suite d'une maladie. Et le comportement du jeune Takatsuki ne lui rappelle que trop bien ses propres motivations, il y a bien longtemps. Trouvant que Shinobu se comporte comme un enfant pourri gâté, Miyagi arrive cependant à se détacher du passé pour essayer d'aimer Shinobu. Il apparaît pour la première fois au cinquième épisode.
Shinobu Takatsuki (高槻 忍, Takatsuki Shinobu)
Garçon de 18 ans qui s'incruste dans la vie de Miyagi. Lorsqu'il apprend que son beau-frère vient de divorcer, il part immédiatement au Japon alors qu'il étudiait en Australie. Pensant que c'est un signe du destin, Shinobu est persuadé que You est son âme sœur, malgré le fossé des 17 ans qui les séparent. C'est pourquoi il fait tout pour être auprès de Miyagi, qu'il aime, et s'installe provisoirement chez lui. Il essaye de cuisiner pour Miyagi, mais ce dernier se rend vite compte que Takatsuki est une catastrophe en la matière. Shinobu possède un fort caractère et ne sourit pratiquement jamais, même pas à la personne la plus importante de sa vie. Il est aussi entêté et dit directement ce qu'il pense. Cependant, il a beau affirmer devant Miyagi qu'il a eu plusieurs rapports sexuels, il est pourtant incapable de ne pas trembler au moment venu. Enfin, Shinobu est issu d'une bonne famille plutôt riche et prend alors souvent des libertés en se croyant tout permis, ce que Miyagi supporte mal. Il apparaît pour la première fois au dixième épisode.
Takahiro Takahashi (高橋 孝浩, Takahashi Takahiro)
C'est le grand frère de Misaki, âgé de 28 ans. C'est aussi le meilleur ami d'Akihiko. Celui-ci a d'ailleurs été longtemps amoureux de lui, mais Takahiro est naïf, il ne l'a pas remarqué et s'est marié ; c'est ce qui leur a permis de rester amis. Il est extrêmement protecteur envers son frère, veut tout faire pour qu'il réussisse à l'école, et ce depuis que leurs parents sont morts. Dès le début de l'histoire, il se voit muté à Osaka pour son travail, et laisse son petit frère entre les mains d'Akihiko. Il apparaît pour la première fois au premier épisode.

### Junjo Mistake
Junjo Mistake, le quatrième et dernier couple de la série. Mistake n’apparaît pas dans l'anime Junjo Romantica qu'à partir de la saison 3. Il fait cependant sa première apparition dans le sixième épisode de la deuxième saison de la série Sekaiichi hatsukoi, bien que le couple formé par Ryûichirô Isaka et Kaoru Asahina existe effectivement en plus du manga Junjo Romantica de Shungiku Nakamura, puisqu'un one shot du nom de Junjo Mistake raconte leur histoire.
Ryûichirô Isaka (井坂 龍一郎, Isaka Ryūichirō)
Homme de 32 ans, il est le grand directeur en chef de l'édition Marukawa, celle pour qui Akihiko Usami travaille. C'est un manipulateur, et il n'hésite pas à utiliser son don de persuasion sur Misaki. Isaka connaît très bien le grand écrivain, et ce depuis son enfance, puisqu'il était le meilleur ami d'Haruhiko, le demi-frère d'Akihiko. Ainsi, il fut celui qui incita Akihiko, à l'âge de 18 ans, à devenir écrivain. On apprend dans Junjou Mistake par la même occasion qu'Isaka est fou amoureux d'Asahina Kaoru, son secrétaire et homme à tout faire. Et l'éditeur est terrifié à l'idée que Kaoru le méprise. Il déteste son père, dont il est profondément jaloux de l'affection que lui porte Asahina. Aussi, Isaka a toujours voulu être écrivain, mais la chance n'est pas de son côté. Pour finir, Ryûichirô n'a jamais eu de vie très normale, et donc heureuse.
Kaoru Asahina (朝比奈 薫, Asahina Kaoru)
33 ans, il est le secrétaire de la maison d'édition Marukawa. C'est quelqu'un de plutôt gentil et rassurant, hormis envers Isaka avec qui il se dispute sans cesse. La famille d'Asahina a vécu un drame lorsqu'il était enfant, et à cause de cela, toute la famille est au service du père d'Isaka, l'homme qui les a tous aidés. Et c'est d'ailleurs pour cette raison qu'Asahina est toujours aimable et reconnaissant lorsqu'il s'agit de son maître. Kaoru est aussi l'homme à tout faire d'Isaka, mais rien ne laisse percevoir dans ses émotions qu'il ressente un amour secret envers son patron, car après tout, certains mépris ressemblent plus à de l'amour qu'à autre chose.
On peut voir Ryûichirô Isaka et Kaoru Asahina dans le septième épisode (première saison) de Junjo Romantica lorsque Misaki et Usami sont dans un restaurant lors d'un rendez-vous et aussi dans le deuxième épisode (deuxième saison).

## Manga

### Liste des volumes
| no | Japonais           | Japonais          | Français          | Français          |
| no | Date de sortie     | ISBN              | Date de sortie    | ISBN              |
| --- | ------------------ | ----------------- | ----------------- | ----------------- |
| 1 | 29 mai 2003        | 4-04-853606-0     | 27 janvier 2011   | 978-2-82030-009-6 |
| Liste des chapitres : 1. Junjo Romantica act 1 2. Junjo Romantica act 2 3. Junjo Egoist act 1 4. Junjo Egoist act 2 5. Junjo Romantica act 2.5                                     |                    |                   |                   |                   |
| 2 | 27 novembre 2003   | 4-04-853702-4     | 24 mars 2011      | 978-2-82030-019-5 |
| Liste des chapitres : 6. Junjo Romantica act 3 7. Junjo Egoist act 3 8. Junjo Egoist act 4 9. Junjo Egoist act 5 10. Junjo Romantica act 3.5                                       |                    |                   |                   |                   |
| 3 | 28 mai 2004        | 4-04-853748-2     | 26 mai 2011       | 978-2-82030-064-5 |
| Liste des chapitres : 11. Junjo Romantica act 4 12. Junjo Romantica act 5 13. Junjo Romantica act 5.5 14. Junjo Egoist act 6 15. Junjo Egoist act 7                                |                    |                   |                   |                   |
| 4 | 28 octobre 2004    | 4-04-853778-4     | 7 juillet 2011    | 978-2-82030-125-3 |
| Liste des chapitres : 16. Junjo Egoist act 8 17. Junjo Egoist act 9 18. Junjo Romantica act 6-1 19. Junjo Romantica act 6-2 20. Junjo Romantica act 6-3 21. Junjo Minimum act 1    |                    |                   |                   |                   |
| 5 | 27 avril 2005      | 4-04-853848-9     | 15 septembre 2011 | 978-2-82030-145-1 |
| Liste des chapitres : 22. Junjo Romantica act 7 23. Junjo Romantica act 7.5 24. Junjo Terrorist act 1 25. Junjo Terrorist act 2 26. Junjo Terrorist act 3 27. Junjo Egoist act 9.5 |                    |                   |                   |                   |
| 6 | 28 octobre 2005    | 4-04-853907-8     | 10 novembre 2011  | 978-2-82030-229-8 |
| Liste des chapitres : 28. Junjo Romantica act 8 29. Junjo Romantica act 9 30. Junjo Egoist act 10 31. Junjo Terrorist act 4                                                        |                    |                   |                   |                   |
| 7 | 1er mai 2006       | 4-04-853953-1     | 18 janvier 2012   | 978-2-82030-278-6 |
| Liste des chapitres : 32. Junjo Terrorist act 5 33. Junjo Terrorist act 6 34. Junjo Terrorist act 7 35. Junjo Romantica act 10 36. Junjo Egoist act 11                             |                    |                   |                   |                   |
| 8 | 1er février 2007   | 978-4-04-854072-8 | 11 avril 2012     | 978-2-82030-332-5 |
| Liste des chapitres : 37. Junjo Romantica act 11 38. Junjo Romantica act 12 39. Junjo Egoist act 12                                                                                |                    |                   |                   |                   |
| 9 | 1er novembre 2007  | 978-4-04-854137-4 | 4 juillet 2012    | 978-2-82030-401-8 |
| Liste des chapitres : 40. Junjo Romantica act 13 41. Junjo Romantica act 14 42. Junjo Minimum act 5 43. Junjo Terrorist act 8                                                      |                    |                   |                   |                   |
| 10 | 1er avril 2008     | 978-4-04-854162-6 | 24 octobre 2012   | 978-2-82030-502-2 |
| Liste des chapitres : 44. Junjo Romantica act 15 45. Junjo Romantica act 16 46. Junjo Egoist act 13                                                                                |                    |                   |                   |                   |
| 11 | 1er décembre 2008  | 978-4-04-854270-8 | 16 janvier 2013   | 978-2-82030-566-4 |
| Liste des chapitres : 47. Junjo Romantica act 17 48. Junjo Romantica act 18 49. Junjo Minimum act 6 50. Junjo Terrorist act 9                                                      |                    |                   |                   |                   |
| 12 | 1er septembre 2009 | 978-4-04-854362-0 | 22 mai 2013       | 978-2-82030-645-6 |
| Liste des chapitres : 51. Junjo Romantica act 19 52. Junjo Romantica act 20 53. Junjo Minimum act 7 54. Junjo Egoist act 14                                                        |                    |                   |                   |                   |
| 13 | 1er juillet 2010   | 978-4-04-854489-4 | 9 octobre 2013    | 978-2-82030-714-9 |
| Liste des chapitres : 55. Junjo Romantica act 21 56. Junjo Romantica act 22 57. Junjo Romantica act 23 58. Junjo Terrorist act 10                                                  |                    |                   |                   |                   |
| 14 | 1er mai 2011       | 978-4-04-854628-7 | 19 février 2014   | 978-2-82030-772-9 |
| Liste des chapitres : 59. Junjo Romantica act 24 60. Junjo Romantica act 25 61. Junjo Romantica act 26 62. Junjo Romantica act 26.5 63. Junjo Egoist act 15                        |                    |                   |                   |                   |
| 15 | 27 avril 2012      | 978-4-04-120226-5 | 25 juin 2014      | 978-2-82031-716-2 |
| Liste des chapitres : 64. Junjo Romantica act 27 65. Junjo Romantica act 28 66. Junjo Romantica act 29 67. Junjo Romantica act 29.5                                                |                    |                   |                   |                   |
| 16 | 1er janvier 2013   | 978-4-04-120548-8 | 15 octobre 2014   | 978-2-82031-798-8 |
| Liste des chapitres : 68. Junjo Romantica act 30 69. Junjo Romantica act 31 70. Junjo Romantica act 31.5 71. Junjo Egoist act 16                                                   |                    |                   |                   |                   |
| 17 | 1er septembre 2013 | 978-4-04-120863-2 | 21 octobre 2015   | 978-2-82032-711-6 |
| Liste des chapitres : 72. Junjo Romantica act 32 73. Junjo Romantica act 33 74. Junjo Mistake act 3 75. Junjo Mistake act 3.5                                                      |                    |                   |                   |                   |
| 18 | 1er août 2014      | 978-4-04-101893-4 | 22 juin 2016      | 978-2-82032-037-7 |
| 19 | 1er juillet 2015   | 978-4-04-103123-0 | 23 novembre 2016  | 978-2-82032-538-9 |
| 20 | 1er décembre 2015  | 978-4-04-103320-3 | 19 avril 2017     | 978-2-82032-477-1 |
| 21 | 1er septembre 2016 | 978-4-04-104272-4 | 17 janvier 2018   | 978-2-82032-894-6 |
| 22 | 28 décembre 2017   | 978-4-04-106077-3 | 3 avril 2019      | 978-2-82032-945-5 |
| 23 | 1er septembre 2018 | 978-4-04-107270-7 | 4 septembre 2019  | 978-2-82033-629-3 |
| 24 | 30 août 2019       | 978-4-04-108604-9 | 28 octobre 2020   | 978-2-82033-790-0 |
| 25 | 1er septembre 2020 | 978-4-04-109804-2 | 27 octobre 2021   | 978-2-82034-114-3 |
| 26 | 1er septembre 2021 | 978-4-04-111661-6 | 19 octobre 2022   | 978-2-82034-397-0 |
| 27 | 1er septembre 2022 | 978-4-04-112838-1 | 10 janvier 2024   | 978-2-82034-640-7 |
| 28 | 1er septembre 2023 | 978-4-04-113577-8 | 13 novembre 2024  | 978-2-82034-873-9 |
| 29 | 30 août 2024       | 978-4-04-115004-7 |                   |                   |
| 30 | 1er septembre 2025 | 978-4-04-116454-9 |                   |                   |

## Anime
La première saison animée est diffusée sur TV Hokkaido entre le 10 avril et le 26 juin 2008. La deuxième saison est diffusée du 12 octobre au 27 décembre 2008. Une OAV est également sortie le 20 décembre 2012 avec l'édition limitée du tome 16,.
Une nouvelle adaptation animée est annoncée lors de la sortie du tome 17 du manga en septembre 2013. Il s'agit d'une troisième série télévisée. Celle-ci est toujours produite au sein du Studio Deen avec une réalisation de Chiaki Kon et est prévue pour juillet 2015.

### Liste des épisodes

#### Saison 1
| No | Titre français                                                     | Titre japonais         | Titre japonais                      | Date de 1re diffusion |
| No | Titre français                                                     | Kanji                  | Rōmaji                              | Date de 1re diffusion |
| -- | ------------------------------------------------------------------ | ---------------------- | ----------------------------------- | --------------------- |
| 01 | La réalité dépasse la fiction                                      | 事実は小説よりも奇なり | Jijitsu wa Shōsetsu yori mo Ki nari | 10 avril 2008         |
| 02 | Il faut tourner sept fois sa langue dans sa bouche avant de parler | 後悔先に立たず         | Kōkai Saki ni Tatazu                | 17 avril 2008         |
| 03 | Frappez, et on vous ouvrira                                        | 叩けよさらば開かれん   | Tatakeyo saraba Hirakaren           | 24 avril 2008         |
| 04 | La seule chose à craindre, c'est la peur elle-même                 | 案ずるより生むが易し   | Anzuru yori Umu ga Yasushi          | 1er mai 2008          |
| 05 | Toutes les bonnes choses ont une fin                               | 会うは別れの始め       | Au wa Wakare no Hajime              | 8 mai 2008            |
| 06 | À quelque chose, malheur est bon                                   | 禍転じて福となす       | Wazawai Tenji te Fuku to nasu       | 15 mai 2008           |
| 07 | Qui aime bien, châtie bien                                         | 可愛い子には旅をさせよ | Kawaii Ko ni wa Tabi o sase yo      | 22 mai 2008           |
| 08 | Nul besoin de ressentir la honte, quand on est loin de chez soi    | 旅の恥はかき捨て       | Tabi no Haji wa kaki Sute           | 29 mai 2008           |
| 09 | Un bienfait n'est jamais perdu                                     | 情けは人の為ならず     | Nasake wa Hito no Tame nara zu      | 5 juin 2008           |
| 10 | Jeunes gens, soyez ambitieux !                                     | 少年よ大志を抱け       | Shōnen yo Taishi o Idake            | 12 juin 2008          |
| 11 | L'ouvrage a toujours l'air facile quand le travail est un plaisir  | 好きこそものの上手なれ | Suki koso mono no Jōzu nare         | 19 juin 2008          |
| 12 | C'était notre destin de nous rencontrer                            | 袖すり合うも他生の縁   | Sode Suri Au mo Tashō no En         | 26 juin 2008          |

#### Saison 2
| No | Titre français                                | Titre japonais               | Titre japonais                              | Date de 1re diffusion |
| No | Titre français                                | Kanji                        | Rōmaji                                      | Date de 1re diffusion |
| -- | --------------------------------------------- | ---------------------------- | ------------------------------------------- | --------------------- |
| 01 | Ce qui est arrivé une fois arrivera à nouveau | 一度あることは二度ある       | Ichido aru koto wa Nido aru                 | 12 octobre 2008       |
| 02 | Jamais deux sans trois                        | 二度あることは三度ある       | Nido aru koto wa Sando aru                  | 19 octobre 2008       |
| 03 | La troisième fois, c'est la bonne             | 三度目の正直                 | Sando Me no Shōjiki                         | 26 octobre 2008       |
| 04 | La langue est source de bien des maux         | 口は災いの元                 | Kuchi wa Wazawai no Moto                    | 2 novembre 2008       |
| 05 | La vérité naît parfois du mensonge            | 嘘から出た実                 | Uso kara Deta Makoto                        | 9 novembre 2008       |
| 06 | Voir, c'est croire                            | 百聞は一見に如かず           | Hyakubun wa Ikken ni Shikazu                | 16 novembre 2008      |
| 07 | Le bonheur est éphémère                       | 月に叢雲花に風               | Tsuki ni Murakumo Hana ni Kaze              | 23 novembre 2008      |
| 08 | L'amour est aveugle                           | 恋は思案の外                 | Koi wa Shian no Hoka                        | 29 novembre 2008      |
| 09 | Tomber de Charybde en Scylla                  | 一難去ってまた一難           | Ichinan Satte mata Ichinan                  | 6 décembre 2008       |
| 10 | Les unions sont scellées dans les cieux       | 縁は異なもの                 | En wa I na Mono                             | 13 décembre 2008      |
| 11 | Haïr le péché et non le pécheur               | 其の罪を憎んで其の人を憎まず | Sono Tsumi wo Nikunde Sono Hito wo Nikumazu | 20 décembre 2008      |
| 12 | Tout est bien qui finit bien                  | 終り良ければ全て良し         | Owari Yokereba Subete Yoshi                 | 27 décembre 2008      |

#### Saison 3
| No | Titre français                                          | Titre japonais           | Titre japonais                  | Date de 1re diffusion |
| No | Titre français                                          | Kanji                    | Rōmaji                          | Date de 1re diffusion |
| -- | ------------------------------------------------------- | ------------------------ | ------------------------------- | --------------------- |
| 01 | Toutes les bonnes choses ont une fin                    | 花に嵐                   | Hana ni Arashi                  | 8 juillet 2015        |
| 02 | Échouer dans la planification c'est planifier son échec | 遠慮なければ近憂あり     | Enryōnakereba Kin’Yū Ari        | 15 juillet 2015       |
| 03 | Quand les poules auront des dents                       | 盲亀の浮木               | Mouki no Fuboku                 | 22 juillet 2015       |
| 04 | Quand on veut, on peut                                  | 石に立つ矢               | Ishi ni Tatsuya                 | 29 juillet 2015       |
| 05 | Même le plus long des voyages débute par un simple pas  | 千里の道も一歩から       | Senri no Michi mo Ichi ho Kara  | 5 août 2015           |
| 06 | Un coup de tonnerre                                     | 青天の霹靂               | Seiten no Hekireki              | 12 août 2015          |
| 07 | L'endroit le plus sombre se trouve juste sous la bougie | 灯台下暗し               | Toudai Moto Kurashi             | 19 août 2015          |
| 08 | Une jalousie trop ardente peut brûler un homme          | 焼き餅焼くとも手を焼くな | Yakimochi Yakutomo Te wo Yakuna | 26 août 2015          |
| 09 | Comme l'eau et le feu                                   | 水火の争い               | Suika no Arasoi                 | 2 septembre 2015      |
| 10 | Les heures sont comme des jours pour des amants séparés | 縫いたいが情、見たいが病 | Nuitai ga Jō, Mitai ga Yamai    | 9 septembre 2015      |
| 11 | Se perdre dans l'amour                                  | 恋には身をやつせ         | Koi ni wa Mio Yatsuse           | 16 septembre 2015     |
| 12 | Le vrai amour est destiné                               | 恋は縁のもの             | Koi wa En no Mono               | 23 septembre 2015     |

### Doublage
| Personnages        | Voix japonaises,   |
| ------------------ | ------------------ |
| Misaki Takahashi   | Takahiro Sakurai   |
| Akihiko Usami      | Hikaru Hanada      |
| Hiroki Kamijou     | Kentarō Itō        |
| Nowaki Kusama      | Nobutoshi Canna    |
| You Miyagi         | Kazuhiko Inoue     |
| Shinobu Takatsuki  | Daisuke Kishio     |
| Takahiro Takahashi | Kishō Taniyama     |
| Haruhiko Usami     | Kōsuke Toriumi     |
| Sumi Keiichi       | Isshin Chiba       |
| Ryûichirô Isaka    | Toshiyuki Morikawa |
| Kaoru Asahina      | Ryōtarō Okiayu     |
| Eri Aikawa         | Noriko Namiki      |
| Fuyuhiko Usami     | Jūrōta Kosugi      |
| Kaoruko Usami      | Mizuki Nana        |
| Kyô Ijuuin         | Hozumi Gōda        |
| Tanaka             | Kenta Miyake       |

### Génériques
| Générique | Épisodes | Début             | Début     | Fin            | Fin       |
| Générique | Épisodes | Titre             | Artiste   | Titre          | Artiste   |
| --------- | -------- | ----------------- | --------- | -------------- | --------- |
| 1         | Saison 1 | Kimi = Hana       | Pigstar   | Baby Romantica | SCRIPT    |
| 2         | Saison 2 | Shōdō             | Pigstar   | Aioi           | Juned     |
| 3         | Saison 3 | Innocent Graffiti | Fo'xTails | Kawaranai Sora | Luck Life |